# Polydôme EPFL
Le Polydôme EPFL est un bâtiment basé sur le campus de Lausanne, du côté EPFL. Il a la particularité d'avoir un toit en bois en forme de coque nervurée. Techniquement, il s'agit d'une « structure géodésique en bois ».

## Histoire
Pour célébrer le 700e anniversaire de la Confédération Suisse en 1991, l'École polytechnique fédérale de Lausanne fait construire dès 1990 un pavillon d'exposition,, ; la décision de construire est prise le 15 janvier 1990 et les derniers travaux de montage sont achevés en avril de la même année. La réalisation du projet dans un délai aussi serré est rendue possible grâce à la coopération entre les différents corps de métiers,. L'ingénieur chargé de ce projet est le professeur Julius Natterer, directeur de la chaire bois de l'EPFL.
À l'origine, le polydôme est pensé comme une construction éphémère pour une durée maximale d'un an,. Une extension est réalisée en 1997,. Il est encore transformé en 2013 et aménagé notamment pour en faire une salle de cours,.
Au XXIe siècle, le pavillon est toujours utilisé pour des cours, conférences et ateliers de travail,,. Le polydôme porte le nom de Jean-Claude Badoux, 3e président de l’EPFL de 1992 à 2000.

## Architecture
L'emprise au sol du pavillon est de 25 m par 25 m, avec une hauteur de faîtage de 6,80 m. Les façades verticales sont entièrement vitrées et ont une hauteur maximale de 3 mètres. Le rayon du dôme est de 27,5 m.
Le toit géodésique et la coque sont en bois,. Cette coque nervurée en bois devient une référence dans le domaine de la recherche et des innovations,,.

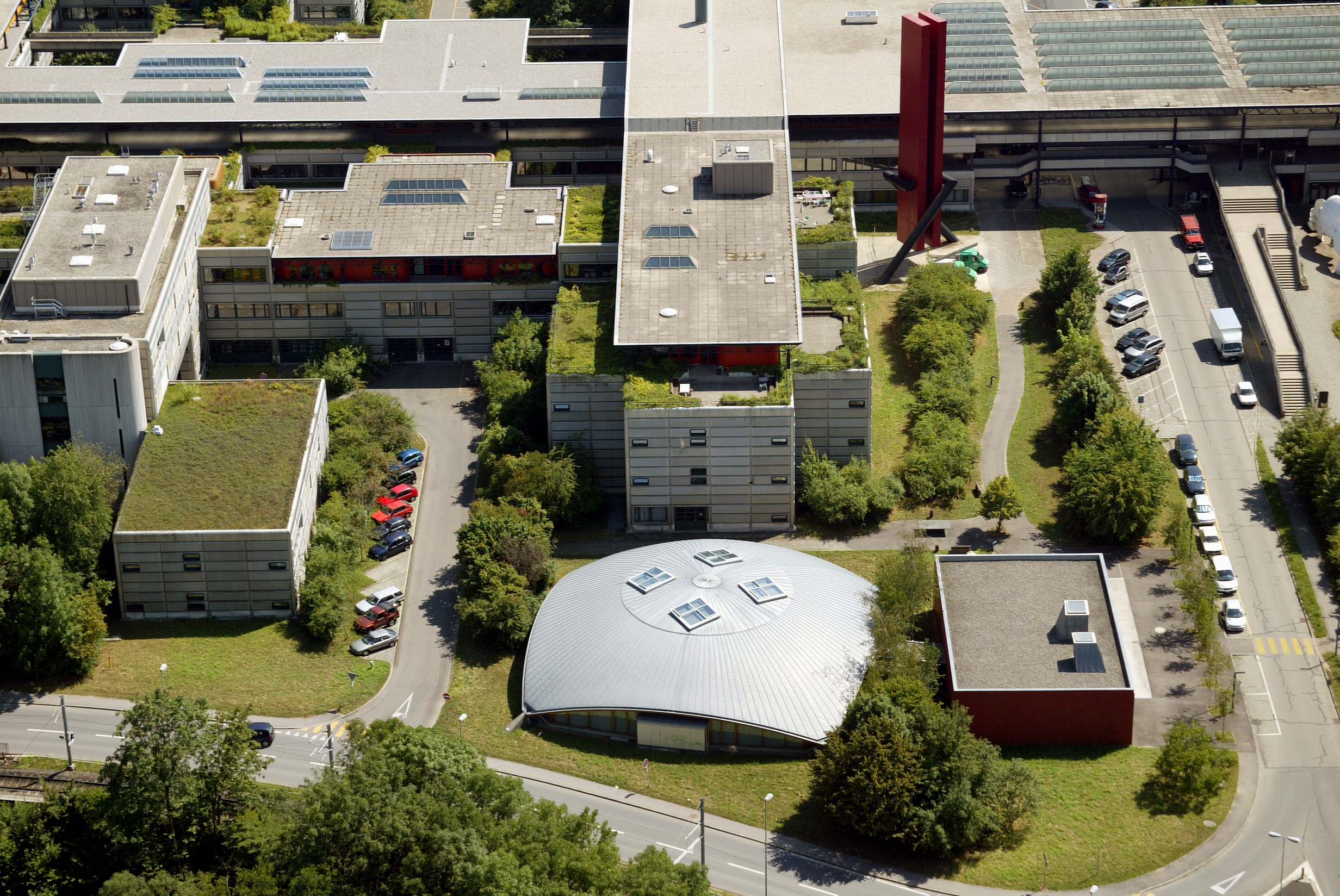
Vue du ciel
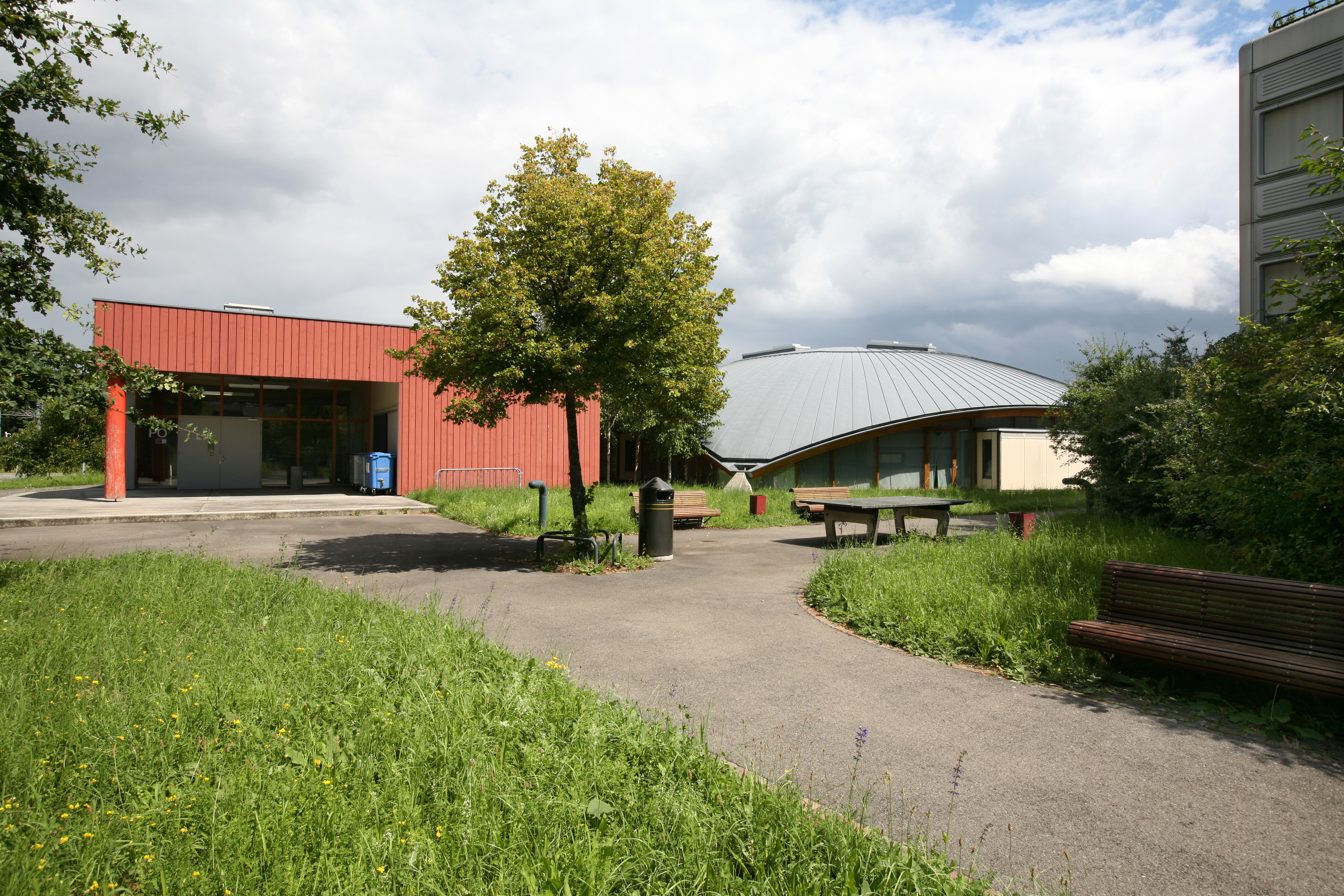
Vue depuis la rue de l'esplanade du Swiss Convention Center
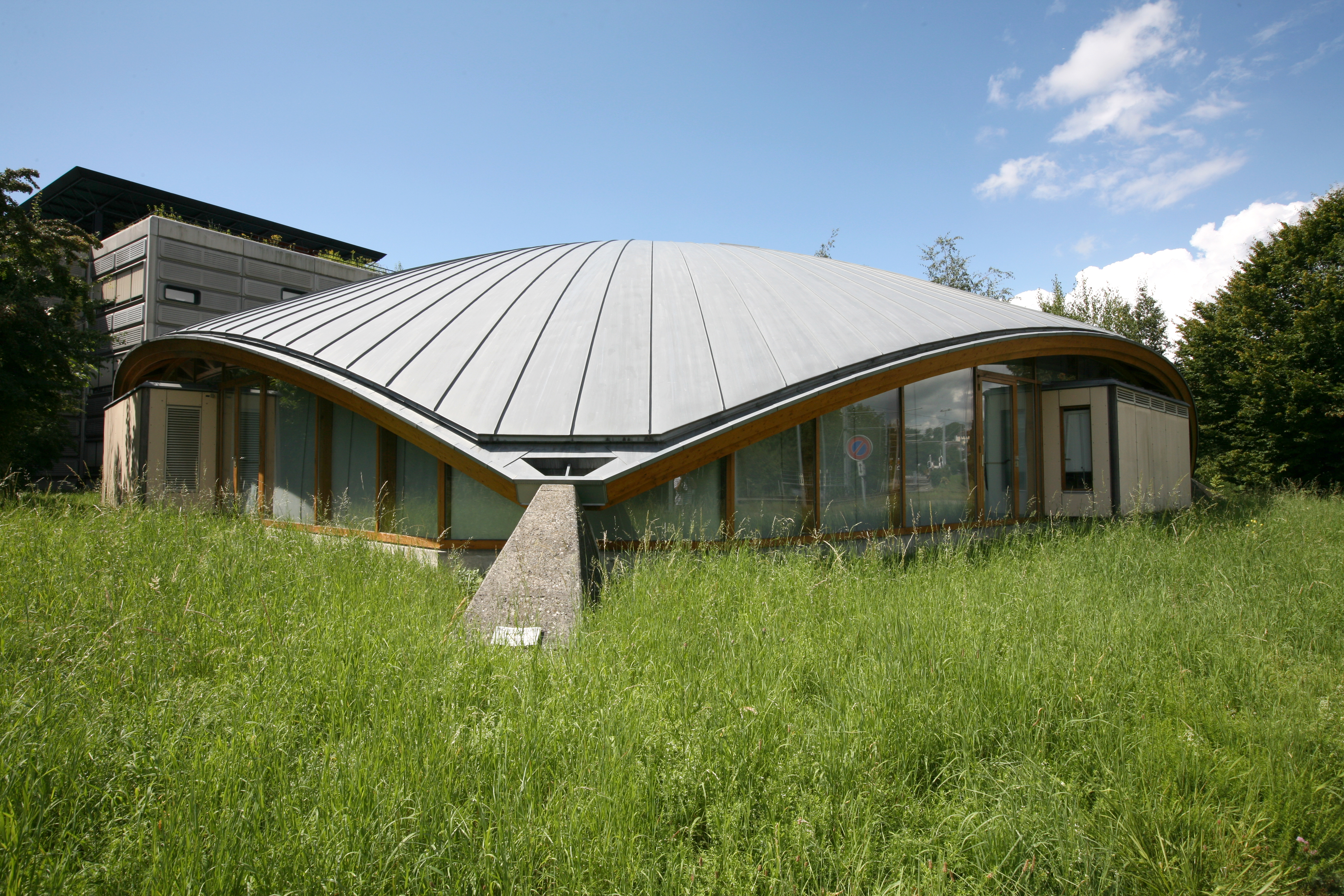
Vue depuis la base arrière
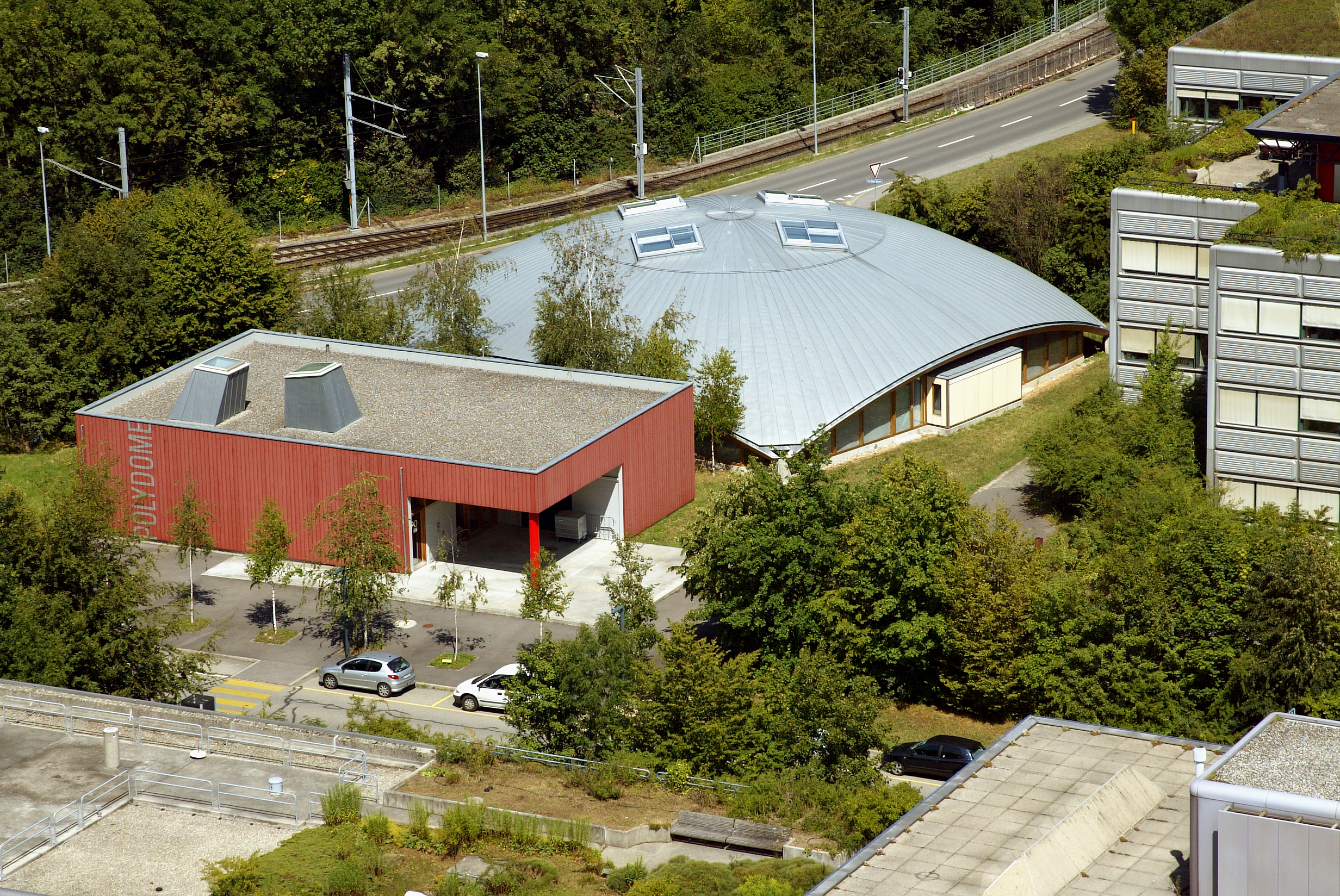
Vue depuis les bâtiments de génie civil